# 东莞滨海湾新区
滨海湾新区，是中国广东省东莞市的省级新区，同时也是东莞市的类似乡级单位，是东莞市的粤港澳大湾区特色合作平台、粤港澳协同发展先导区、广深港澳科技创新走廊核心平台。由交椅湾、沙角半岛和威远岛三大板块组成，规划总面积达84.1平方公里，是珠江东岸少有的可集中连片开发的战略性区域。
东莞滨海湾新区管理委员会加挂东莞港管理委员会、东莞虎门港综合保税区管理委员会牌子，与中共东莞滨海湾新区工作委员会合署办公。管理委员会是东莞市人民政府下属的正处级派出机构。新區政府駐长安镇建安路699号。

## 沿革

### 虎门港
2003年，成立虎门港管理委员会。
2012年，东莞市人民政府将沙田镇与虎门港行政管理体制合并，“镇港合一”。

### 长安新区
2008年，成立虎门港长安新区建设工作领导小组办公室。
2011年，虎门港长安新区建设工作领导小组办公室更名为东莞市长安新区管理委员会。
2014年12月底 东莞对长安镇和长安新区党政主要领导岗位进行调整，长安镇与长安新区的政府部门合署办公。

### 滨海湾新区、东莞港
2016年3月，中国交通部批准虎门港改名为东莞港。
2017年4月，东莞市长安新区管理委员会更名为东莞市滨海湾新区管理委员会。
2017年7月12日，经省政府同意，省编委批复同意设立东莞港管理委员会，加挂“东莞市滨海湾新区管理委员会（筹）”的牌子，作为市政府正处级派出机构。
2017年10日12日，滨海湾新区、东莞港正式揭牌，滨海湾新区填海项目正式动工。
2017年10月13日，东莞港沙田港区在口岸信息中心揭牌，东莞港麻涌港区在麻涌镇揭牌，东莞港内河港区在石龙镇揭牌。
2018年10月4日，国务院批复同意设立东莞虎门港综合保税区。这是东莞首个综合保税区，也是东莞市正式获批的第二个国家级开发区。由东莞保税物流中心（B型）升级而来。虎门港综合保税区是在虎门港管委会更名之前启动申报的，有待虎门港综合保税区通过国家验收组正式验收、封关运作后，再按照相关程序办理相应更名手续。
2019年12月26日，东莞虎门港综保区(一期)顺利通过国家验收，即将封关运作。
2020年，广东省委编委批复同意将东莞港管理委员会（东莞市滨海湾新区管理委员会<筹>、东莞虎门港综合保税区管理委员会）更名为东莞滨海湾新区管理委员会（东莞港管理委员会、东莞虎门港综合保税区管理委员会），进一步理顺了滨海湾新区的管理体制机制。

## 相關企業
- vivo（vivo全球总部）
- oppo（滨海湾oppo园区，包括oppo智能制造中心、oppo滨海湾数字中心等等）